# Deutsche Schwimmmeisterschaften 1903
Die 20. Deutschen Meisterschaften im Schwimmen fanden am 2. und 3. August 1903 in Dessau statt. Es wurde eine Strecke von 100 m sowie 1500 m geschwommen und der Mehrkampf ausgetragen, welche aus Tauchen, Springen und 100 m Schwimmen bestand. Zudem fanden Vorläufe (ohne Meisterschaft) in Tauchen, 200 m Rücken, 400 m Brust, 500 m Seite und 3 × 200 m Freistil der Männer statt. Die Staffelsieger erhielten einen „Weltausstellungspreis“.
| Disziplin       | Name                                | Verein                                                            | Zeit        | Punkte |
| --------------- | ----------------------------------- | ----------------------------------------------------------------- | ----------- | ------ |
| 100 m Freistil  | Emil Rausch                         | Poseidon Berlin                                                   | 1:16,6 min  | –      |
| 1500 m Freistil | Emil Rausch                         | Poseidon Berlin                                                   | 25:19,0 min | –      |
| Mehrkampf       | Walter Riemann Artur Braunschweiger | Magdeburger Schwimmclub von 1896 Schwimmerbund Schwaben Stuttgart | –           | 14,30  |